# Pieniądze i medycyna
Pieniądze i medycyna (chorw. Ljudožder vegetarijanac) – chorwacki film fabularny z roku 2012 w reżyserii Branko Schmidta, na motywach powieści Ivo Balenovicia. Film został wyselekcjonowany jako chorwacki kandydat do nagrody Amerykańskiej Akademii Filmowej dla najlepszego filmu nieanglojęzycznego, ale nie uzyskał nominacji.

## Fabuła
Danko Babić jest cenionym ginekologiem, ale też człowiekiem chorobliwie ambitnym i chciwym. Kiedy szefem kliniki zostaje jego kolega dr Bantić, Babić chce zrobić wszystko, aby zająć jego miejsce. W tym celu spotyka się z Jedinko, który w mafii zagrzebskiej zajmuje się handlem narkotykami i stręczycielstwem. Jedinko oferuje ginekologowi korzystne warunki finansowe w zamian za przeprowadzenie aborcji u prostytutek, które zaszły w ciążę ze swoimi klientami.

## Obsada
- Rene Bitorajac jako Danko Babić
- Nataša Janjić jako pielęgniarka Lana
- Leon Lučev jako policjant Ilija Žuvela
- Emir Hadžihafizbegović jako Jedinko
- Zrinka Cvitešić jako dr Lovrić
- Daria Lorenci jako dr Miller
- Ksenija Pajić jako dr Domljan
- Mustafa Nadarević jako patolog Marelja
- Robert Ugrina jako dr Soldo
- Krešimir Mikić jako dr Bantić
- Rakan Rushaidat jako Hassan Al Sadat
- Ljubomir Kerekeš jako Profesor Matić
- Zdenko Jelčić jako pułkownik
- Slaven Knezović jako Smoljo
- Ksenija Marinković jako pacjentka Švarc
- Iva Babić jako pacjentka Japetić
- Ksenija Buhin jako pacjentka Marić
- Franjo Dijak jako inspektor Mandić

## Nagrody
- 2013: Festiwal Filmowy w Puli
  - najlepsze zdjęcia
  - najlepsza scenografia
  - najlepsza charakteryzacja
  - Kodak Award